# Ludwig Bade
Ludwig Bade (* 2. Juni 1910 in Rüppershausen; † 15. April 1997 in Feudingen) war ein deutscher Unternehmer, Kommunalpolitiker und Landrat (SPD).

## Leben
Bade wurde 1910 als Sohn eines Sozialdemokraten geboren, der starb, als Bade zehn Jahre alt war. Vier Jahre später starb seine Mutter. Nach dem Schulbesuch und einer Ausbildung zum Maurer, machte er die Meisterprüfung, die er 1938 ablegte. Vom 15. Januar 1933 bis 1966 war Bade als selbstständiger Bauunternehmer tätig. Er trat am 13. März 1934 der Baugewerbeinnung bei, der er bis zum 10. Januar 1985 angehörte. Nach seiner Meisterprüfung 1938 war er bis 1948 Lehrlingswart der Baugewerbeinnung des Kreises Wittgenstein. Am 3. Mai 1950 übernahm er als Obermeister die Leitung der Baugewerbeinnung, die er bis zum 27. September 1952 innehatte. Nachdem er seine Tätigkeit als Bauunternehmer aufgegeben hatte, nahm er eine Stelle als Bauingenieur beim Amt Berleburg an, die er bis zu seiner Pensionierung 1975 innehatte. Er war verheiratet, hatte drei Kinder und war evangelischer Konfession.

## Wirken
Bade trat 1952 der SPD bei und war Mitbegründer des Ortsverbandes Feudingen. Dort hatte er zehn Jahre den Vorsitz inne und war bis 1985 im Vorstand. Er war zudem im SPD-Unterbezirksvorstand und war für 20 Jahre deren Delegierter für den Unterbezirk. Seit dem 20. November 1952 war er bis 1975 im Gemeinderat seines Wohnortes Feudingen. Bade war dort von 1964 bis 1969 Vorsitzender des Hauptausschusses und Mitglied des Wege- und Bauausschusses. Von 1969 bis 1975 war er im Haupt-, Finanz- und Bauausschuss. Außerdem war er Mitglied im Wasser-, Wege- und Waldausschuss und im Wahlprüfungsausschuss. Außerdem war er von 1952 bis 1969 Mitglied des Kreistags des ehemaligen Landkreises Wittgenstein.
Bade war vom 20. November 1952 bis zum 8. Oktober 1964 zunächst stellvertretender Bürgermeister und danach bis 1969 Bürgermeister von Feudingen. Von 1961 bis 1964 war er Mitglied der Landschaftsversammlung des Landschaftsverbandes Westfalen-Lippe. Zudem war er seit April 1961 zunächst stellvertretender und vom 18. April 1963 bis zum 8. März 1966 Landrat des Kreises Wittgenstein. Nach seinem Ausscheiden aus dem Gemeinderat von Feudingen 1975 gehörte er bis zum 31. Juli 1978 dem Rat der Stadt Laasphe an. Von 1975 bis 1984 war er schließlich noch Ortsvorsteher in Feudingen.
Bade war in verschiedenen Gremien des Landkreistages Nordrhein-Westfalen tätig. Für seine Verdienste bekam er am 1. Februar 1989 das Bundesverdienstkreuz am Bande verliehen.